# Aeshna verticalis
Espèce
Aeshna verticalis est une espèce d'insectes de la famille des Aeshnidae appartenant au sous-ordre des anisoptères dans l'ordre des odonates. Le nom vernaculaire est l'æschne verticale. 

## Description
Cette æschne mesure entre 62-72 mm de long et ces motifs abdominaux sont habituellement à prédominance bleue ou verte chez le mâle et jaunes à verts chez la femelle. La première bande thoracique ressemble à une note de musique (une croche) et possède une encoche moins prononcée que chez Aeshna canadensis. Les bandes sont généralement d'un dégradé de jaune à bleu et il y a présence d'une très petite tache entre celles-ci . 

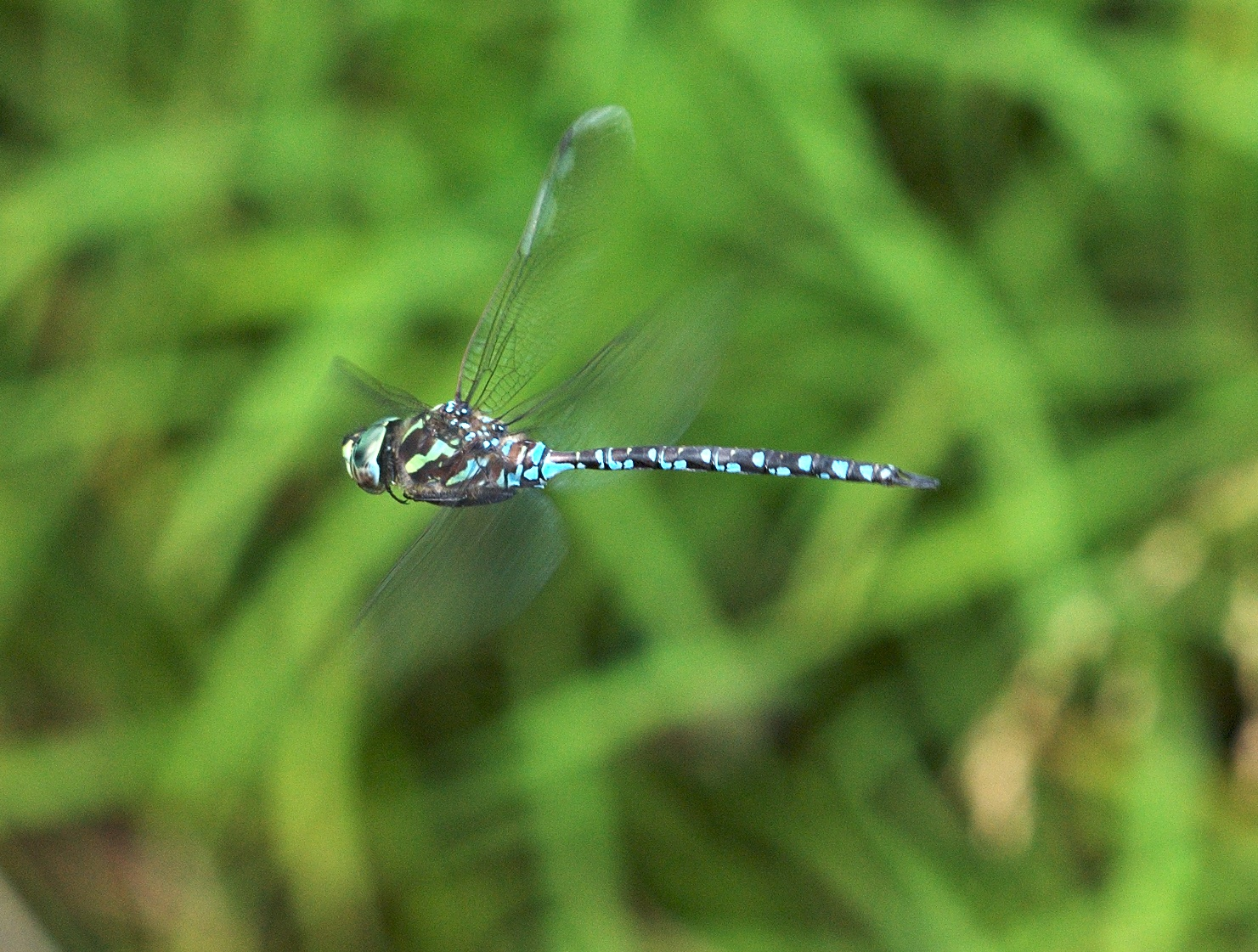
Mâle.

### Espèce similaire
Un examen des pièces génitales permet de différencier Aeshna canadensis de A. verticalis avec certitude.

## Répartition
Elle se retrouve dans le sud des provinces de l'est du Canada et dans la province du Manitoba. Aux États-Unis, on l'observe dans les états du Nord-Est .

## Habitat
Cette espèce fréquente les étangs, les ruisseaux, les gravières, les rivières et les tourbières. 